# リリアン (ハッランド公爵夫人)
リリアン（スウェーデン語: Prinsessan Lilian, Lilian May, 1915年8月30日 - 2013年3月10日）は、スウェーデン王子・ハッランド公ベルティルの妃。

## 略歴
ウェールズ・スウォンジーに父ウィリアム・ジョンと母グラディス・メアリーの間に生まれる。出生時のファーストネームは“Lillian”だったが、ファッションモデルとしてデビューする際に現在の“Lilian”に改名した。
1940年に俳優のイヴァン・クレイグと結婚した。第二次世界大戦中は、海軍のラジオ工場と傷病兵のための病院に勤務した。
1943年にロンドンで催されたリリアンの28歳の誕生記念カクテルパーティーにおいて、ベルティルと知り合い、直後に交際を開始した。
1945年イヴァンと離婚し(もともと第二次世界大戦のため離れて暮らしており円満に別れた)、翌1946年には、ベルティルがフランスのヴァール県にリリアンとの隠れ家を購入したものの、1947年にベルティルの長兄で王位を継承する予定だったヴェステルボッテン公グスタフ・アドルフが航空事故で急逝し、当時まだ1歳の甥カール・グスタフ王子が、高齢の父の継嗣として近い将来に王太孫となるべき立場になった際は、他の兄弟たちが君主である祖父グスタフ5世の許可なく結婚したことにより王位継承権を放棄していたため、当時まだ独身だったベルティルを将来的に摂政とすることが検討されるようになった。そのことから、ベルティルは摂政になる身として王位継承権を放棄出来なくなり、30年以上に亘って2人は内縁関係にとどまり続けた。しかし、ベルティルの父グスタフ6世アドルフは即位後、カール・グスタフが成年に達するまで長寿を保つこととなり、ベルティルが摂政になることはなかった。
1973年にカール・グスタフは王位に就き、国王自身もその3年後の1976年6月19日に一般人であるシルヴィア・ゾマラートと結婚した。そのことから、新国王はベルティルとリリアンの結婚を承認し、同年12月7日に国王夫妻立ち会いの下、ベルティルとリリアンはドロットニングホルム宮殿内の教会で結婚式を挙げた。
1997年1月5日に、ベルティルはリリアンに看取られながら自宅で亡くなったが、その後もリリアンは王室の一員として公務その他行事に携わり続け、多数の組織の後援者を務めたほか、夫が所属していたクラブや協会の名誉会員にも名を連ねた。2000年には、夫妻の自伝を出版した。
2008年8月に、自宅で転倒して腰を負傷し、2009年2月にも再び自宅で落下事故に遭ったことに加え、アルツハイマー型認知症を患ったことから、2010年6月3日に完全な隠居生活に入ることが発表された。
2013年3月10日、ストックホルムで逝去したが死因は明かされていない。
生涯子供に恵まれず、カール16世グスタフ自身も結婚前に両親を亡くしていた事もあって、彼の子供達を孫の様に可愛がっていた。